# استان بوئنوس آیرس
استان بوئنوس آیرس (به اسپانیایی: Provincia de Buenos Aires) بزرگترین و پرجمعیت‌ترین استان در کشور آرژانتین است. نام این استان از نام شهر بوئنوس آیرس گرفته شده‌است که زمانی مرکز استان بود تا آنکه در سال ۱۸۸۰ به دولت فدرال تغییر یافت. مرکز کنونی استان بوئنوس آیرس شهر لا پلاتا است که در سال ۱۸۸۲ بنیاد گذاشته‌شد.
استان بوئنوس آیرس در شمال به انتره ریو و سانتا فه، در غرب به کوردوبا، لا پامپا و ریو نگرو و در جنوب و شرق به اقیانوس اطلس محدود است. این استان به‌طور کامل بخشی از ناحیهٔ جغرافیایی پامپاس را تشکیل می‌دهد.
جمعیت تقریبی این استان ۱۵٬۶ میلیون نفر برابر با ۳۹٪ جمعیت کل آرژانتین است. از این تعداد تقریباً ۱۰ میلیون نفر در بوئنوس آیرس بزرگ، کلان‌شهری در اطراف شهر خودمختار بوئنوس آیرس، زندگی می‌کنند.
استان بوئنوس آیرس همچنین با ۳۰۷٬۵۷۱ کیلومتر مربع مساحت، بزرگترین استان آرژانتین است که ۱۱٪ کل کشور را دربر می‌گیرد.